# André Lebon (homme politique)
Pour les articles homonymes, voir André Lebon et Lebon.
André Lebon, né à Nouzonville le 16 juillet 1910 et mort le 21 mai 1994 à Charleville-Mézières, est un homme politique français, socialiste, maire de Charleville-Mézières, conseiller général des Ardennes et député des Ardennes.

## Biographie

### Mandats locaux
Né en 1910 à Nouzonville dans les Ardennes, André Lebon entre à l’École normale d’instituteurs. Il devient ainsi instituteur en 1929. En 1933, il adhère à la SFIO. En 1936, il passe intendant universitaire du lycée technique de Charleville
Il se présente aux élections municipales de 1953 et est élu conseiller municipal de Charleville. Il en devient le maire en mars 1959. À partir de 1964, il est également élu conseiller général du canton de Charleville. Il prend sa retraite de l’éducation nationale en 1966.
1966 est aussi l’année où il réussit à faire aboutir une vieille idée, la fusion de la ville dont il est le maire, Charleville, et de Mézières, ainsi que quelques communes adjacentes. La fusion de Charleville et de Mézières n'est pas une idée récente. Le premier préfet des Ardennes, sous le Premier Empire, Joseph Frain, l'avait envisagé en avril 1805 et projetait d'appeler la cité Napoléonville-sur-Meuse ou Napoléonville-en-Ardenne. Mais le projet était resté dans les cartons. Régulièrement débattu depuis, il avance à grands pas grâce à la volonté d’André Lebon, et du préfet des Ardennes Robert  Hayem. En janvier 1965, Mézières se réunit avec Le Theux. En juillet 1966, le décret fusionnant Charleville, Mézières, Mohon, Montcy-Saint-Pierre et Etion est publié au Journal Officiel. Et la fusion est effective le premier octobre 1966. Le journal l'Ardennais publie un numéro spécial avec en Une le titre : « Demain, les Ardennes se donnent une capitale ». André Lebon devient le maire de la nouvelle agglomération.

### Mandat national
En 1967, il est élu député des Ardennes, dans la deuxième circonscription des Ardennes sous l’étiquette de la Fédération de la gauche démocrate et socialiste (FGDS). Durant sa campagne, il défend en particulier le droit de chacun à l’enseignement, à un emploi et à un toit avec une formule : « avec le livre de mariage, un logement ». Contre le gaulliste Jean Le Gall qui obtient 37,1 % des suffrages exprimés au premier tour, il recueille un score de 29,4 % devançant le communiste René Visse (26 %) et un candidat centriste (7,5 %). Au second tour, le report des voix communistes lui permet d'être élu avec plus de 56,6 % des voix. À l'assemblée, André Lebon participe aux travaux de la Commission des lois constitutionnelles, de la législation et de l'administration générale de la République et à la Commission spéciale chargée du projet de loi relatif aux impôts directs locaux. Il siège aussi aux commissions spécialement chargées d'étudier l’introduction de la publicité à l’ORTF.
Le 30 mai 1968, son mandat est interrompu par la dissolution de l’Assemblée à la suite des événements de mai 1968. Il se présente aux nouvelles élections en mettant en exergue qu'il est le seul candidat local, en tant que maire Charleville-Mézières avec un suppléant issu de la partie septentrionale de la circonscription. Avec un score de 26,8 %, il est clairement devancé par son adversaire gaulliste Jean Le Gall (37 %), dans des élections marquées au niveau national par une « vague gaulliste ». Et René Visse, du parti communiste, obtient 23 %. Le second tour est serré : André Lebon l'emporte avec 452 voix de plus que son adversaire, soit un score de 50,1 %. Mais il a réussi à résister à ce mouvement d'opinion favorable au parti du général de Gaulle.
Dans cette législature, marquée par le départ de Charles de Gaulle de la présidence et l'élection de Georges Pompidou, il est l’auteur de deux propositions de loi, l’une portant sur le transfert du patrimoine des communes en cas de fusion le 25 novembre 1970, l’autre sur les marchés passés par les élus municipaux le 7 octobre 1971. Il vote en faveur de quelques lois proposées par le gouvernement, dont la loi d’orientation de l’enseignement supérieur en octobre 1968, la loi du 4 décembre 1968 concernant l’exercice du droit syndical dans les entreprises, la loi du 24 mai 1970 sur le renforcement de la garantie des droits individuels des citoyens et la loi du 10 juin 1970 ramenant service national obligatoire à douze mois.
En 1973, il est à nouveau candidat au mandat de député des Ardennes, et est confortablement réélu, au second tour, en rassemblant les voix de gauche et au-delà, avec plus de 6 460 voix d’avance, soit 56,7 % des voix. En mai 1974, Valéry Giscard d'Estaing devient président de la République française et entame son septennat par des réformes sur le fonctionnement des institutions ou sur des sujets de sociétés. Les votes au sein de l'Assemblée divergent du clivage droite/gauche usuel sur certaines de ces réformes. André Lebon apporte ainsi sa voix à la légalisation de l'interruption volontaire de grossesse le 28 novembre 1974 et à la création du divorce par consentement mutuel le 4 juin 1975. En revanche, il se prononce contre l'extension de la saisine du Conseil constitutionnel le 10 octobre 1974, et contre l'élection des membres du Parlement européen au suffrage universel le 21 juin 1977. En début de législature, il est nommé membre de la Commission de la défense nationale et des forces armées, puis, en juin 1973, membre de la Commission des affaires étrangères (1973-1978). Au nom de cette dernière commission, il est l’auteur d’une quinzaine de rapports. En avril 1976, il est élu secrétaire de l’Assemblée Nationale.

### Retrait de la vie politique
En 1977, il quitte le poste de maire de Charleville-Mézières, mandat auquel il était particulièrement attaché. En 1978, âgé de 68 ans, il décide de ne pas se représenter aux élections législatives. Ceci permet à René Visse, qui a été plusieurs fois son adversaire au premier tour et un appui au second, d'emporter l'élection. Passionné par l'histoire des Ardennes, il publie cette même 1977 un ouvrage, L'enfance de Charleville-Mézières, 1er octobre 1966-1er octobre 1976.
Il meurt le 21 mai 1994, à 84 ans, à l'hôpital Corvisart de Charleville-Mézières.

## Honneurs
- Chevalier de la Légion d'honneur (1984)[3]
- Croix de guerre 1939–1945[3]
- Commandeur de l'ordre des Palmes académiques[3]
- Chevalier de l'ordre du Mérite sportif‎[3]
- Commandeur de l'ordre du Mérite de la République italienne‎[3]
- Chevalier de l'ordre de Léopold[3]

Depuis 2016, une avenue porte son nom à Charleville-Mézières, commune dont il a été le premier maire.